# 118P/Shoemaker-Levy
Shoemaker-Levy 4
Pour les articles homonymes, voir Comète Shoemaker-Levy.
118P/Shoemaker-Levy, aussi nommée Shoemaker-Levy 4, est une comète périodique du système solaire, découverte le 9 février 1991 par David H. Levy, Carolyn S. Shoemaker et Eugene M. Shoemaker à l'observatoire Palomar en Californie.